# Bahnstrecke Vallentigny–Vitry-le-François
| Vitry-le-François, links die Strecke nach Vallentigny |                      |                                                       |                                                       |
| Streckennummer (SNCF): | 013 000              |                                                       |                                                       |
| Streckenlänge: | 33,1 km              |                                                       |                                                       |
| Spurweite: | 1435 mm (Normalspur) |                                                       |                                                       |
| Maximale Neigung: | 5 ‰                  |                                                       |                                                       |
| Zweigleisigkeit: | ehem. ja             |                                                       |                                                       |
| |                      |                                                       |                                                       |
| \| \| \| Bahnstrecke Jessains–Sorcy von Jessains \| \| \| \| 214,7 0,0 \| Vallentigny-Maizières \| 122 m \| \| \| 0,3 \| Bahnstrecke Jessains–Sorcy nach Sorcy \| Bahnstrecke Jessains–Sorcy nach Sorcy \| \| \| 4,1 \| Voire (34 m) \| Voire (34 m) \| \| \| 7,7 \| Chavanges \| 126 m \| \| \| 11,3 \| Chassericourt-Arrembécourt \| 125 m \| \| \| ~12,5 \| Grenze Haute-Marne/Marne \| Grenze Haute-Marne/Marne \| \| \| 17,6 \| Gigny-Brandonvillers \| 118 m \| \| \| 22,8 \| Arzillières-Saint-Rémy \| 117 m \| \| \| 26,0 \| Blaise-sous-Arzillières \| 105 m \| \| \| \| \| \| \| \| 29,8 +30,6 \| Bahnstrecke Fère-Champenoise–Vitry von/n. Fère-Champ. \| Bahnstrecke Fère-Champenoise–Vitry von/n. Fère-Champ. \| \| \| \| \| \| \| \| 32,4 \| Marne (100 m) \| Marne (100 m) \| \| \| \| Bahnstrecke Paris–Strasbourg von Paris-Est \| \| \| \| 33,1 204,9 \| Vitry-le-François \| 104 m \| \| \| \| Bahnstrecke Paris–Strasbourg nach Strasbourg \| \| |                      |                                                       |                                                       |
| Strecke |                      | Bahnstrecke Jessains–Sorcy von Jessains               | Bahnstrecke Jessains–Sorcy von Jessains               |
| ehemaliger Bahnhof | 214,7 0,0            | Vallentigny-Maizières                                 | 122 m                                                 |
| Abzweig geradeaus, ehemals nach rechts und ehemals von rechts | 0,3                  | Bahnstrecke Jessains–Sorcy nach Sorcy                 | Bahnstrecke Jessains–Sorcy nach Sorcy                 |
| Brücke über Wasserlauf | 4,1                  | Voire (34 m)                                          | Voire (34 m)                                          |
| Dienststation / Betriebs- oder Güterbahnhof | 7,7                  | Chavanges                                             | 126 m                                                 |
| ehemaliger Haltepunkt / Haltestelle | 11,3                 | Chassericourt-Arrembécourt                            | 125 m                                                 |
| Grenze | ~12,5                | Grenze Haute-Marne/Marne                              | Grenze Haute-Marne/Marne                              |
| ehemaliger Bahnhof | 17,6                 | Gigny-Brandonvillers                                  | 118 m                                                 |
| ehemaliger Bahnhof | 22,8                 | Arzillières-Saint-Rémy                                | 117 m                                                 |
| ehemaliger Haltepunkt / Haltestelle | 26,0                 | Blaise-sous-Arzillières                               | 105 m                                                 |
| |                      |                                                       |                                                       |
| Abzweig geradeaus, ehemals nach links und von links | 29,8 +30,6           | Bahnstrecke Fère-Champenoise–Vitry von/n. Fère-Champ. | Bahnstrecke Fère-Champenoise–Vitry von/n. Fère-Champ. |
| |                      |                                                       |                                                       |
| Brücke über Wasserlauf | 32,4                 | Marne (100 m)                                         | Marne (100 m)                                         |
| Abzweig geradeaus und von links |                      | Bahnstrecke Paris–Strasbourg von Paris-Est            | Bahnstrecke Paris–Strasbourg von Paris-Est            |
| Bahnhof | 33,1 204,9           | Vitry-le-François                                     | 104 m                                                 |
| Strecke |                      | Bahnstrecke Paris–Strasbourg nach Strasbourg          | Bahnstrecke Paris–Strasbourg nach Strasbourg          |

Die Bahnstrecke Vallentigny–Vitry-le-François ist eine normalspurige, heute einspurige, nicht elektrifizierte Eisenbahnstrecke in Ostfrankreich.
Sie ermöglicht eine kurze Verbindung zwischen Vitry-le-François im Marnetal im Norden mit dem Tal der Seine im Süden. Von Vallentigny aus besteht eine Durchbindung über die Bahnstrecke Jessains–Sorcy bis Brienne-le-Château und die Bahnstrecke Troyes–Brienne-le-Château bis Troyes. Insbesondere für den nördlich von Troyes gehenden Verkehr war diese Strecke von Bedeutung. Bis 1964 wurde diese Strecke auch zu Militärzwecken genutzt. Diese Strecke verläuft fast ausschließlich gerade und benötigte nahezu keine Kunstbauwerke. Der Neigungsgradient ist mit bis zu 5 ‰ auch nahezu eben.

## Geschichte
Dieser Streckenbau ging aus dem sogenannten Frecyinet-Plan hervor, bei dem der Neubau von 181 Eisenbahnstrecken mit einer Gesamtlänge von fast 9000 km vorgesehen war. Die Strecke firmierte dort unter Nummer 26 noch mit dem Streckenverlauf Auxerre à Vitry-le François, par ou près Saint-Florentin, Troyes et Brienne.
1880 wurde die Strecke für öffentlich erklärt. Die Konzession erhielten die Chemins de fer de l’Est (EST), die in dieser Region schon zahlreiche Bahnstrecken betrieb. Zum 1. Juni 1885 konnte sie eröffnet werden.